# لمبسبورگ (ویرجینیا)
لمبسبورگ (به انگلیسی: Lambsburg) یک منطقهٔ مسکونی در ایالات متحده آمریکا است که در شهرستان کرول، ویرجینیا واقع شده‌است. لمبسبورگ ۴۵۱٫۱۱ متر بالاتر از سطح دریا واقع شده‌است.